# Liste der denkmalgeschützten Objekte in Velký Bor
Grundlage dieser Liste der denkmalgeschützten Objekte in Velký Bor ist die ÚSKP-Liste (Ústřední seznam kulturních památek České republiky, deutsch Zentrale Liste der Kulturdenkmäler der Tschechischen Republik), die von der tschechischen Denkmalschutzbehörde NPÚ (Národní památkový ústav, deutsch Nationale Denkmalbehörde) seit 1987 geführt wird und an die seit dem Jahr 1850 geschaffenen Listen anschließt.

## Denkmalgeschützte Objekte nach Ortsteilen

### Velký Bor
| Lage                 | Objekt                              | Beschreibung | ÚSKP-Nr.                  | Bild           |
| -------------------- | ----------------------------------- | --- | ------------------------- | -------------- |
| Velký Bor (Standort) | Kirche des Hl. Johannes des Täufers | Eine einschiffige Friedhofskirche mit einem fünfeckigen Presbyterium mit angrenzender Sakristei und einem prismatischen Turm in der nordwestlichen Ecke. Ursprünglich eine gotische Kirche aus dem 13. und 14. Jahrhundert. mit spitzen Fenstern mit Maßwerk, erhaltenen Steinskulpturen und Wandgemälden in der Sakristei. | 28651/4-3498 Info Katalog | weitere Bilder |

### Jetenovice
| Lage                                                            | Objekt  | Beschreibung                                                                    | ÚSKP-Nr.                  | Bild    |
| --------------------------------------------------------------- | ------- | ------------------------------------------------------------------------------- | ------------------------- | ------- |
| Jetenovice, ungefähr 700 m südöstlich von Jetenovice (Standort) | Marterl | Datierter Bildstock aus der ersten Hälfte des 19. Jahrhunderts mit einer Säule. | 45658/4-3006 Info Katalog | Marterl |